# Fleshöjdtjärnen
Fleshöjdtjärnen är en sjö i Åre kommun i Jämtland och ingår i Indalsälvens huvudavrinningsområde. Vid provfiske har röding och öring fångats i sjön.